# Sayaq
Sayaq är en ort i Kazakstan.   Den ligger i oblystet Qaraghandy, i den östra delen av landet, 600 km sydost om huvudstaden Astana. Sayaq ligger 593 meter över havet och antalet invånare är 4 543.
Terrängen runt Sayaq är platt.  Trakten runt Sayaq är nära nog obefolkad, med mindre än två invånare per kvadratkilometer. Trakten runt Sayaq består i huvudsak av gräsmarker.